# Mont Craddock
Pour les articles homonymes, voir Craddock.
Le mont Craddock est une montagne située dans le massif Craddock (en) (massif Sentinel) en Antarctique. Il marque le plus haut point du versant sud du massif Vinson.
Il a été baptisé en l'honneur de John Campbell Craddock qui fut chef d'une expédition pour l'Université du Minnesota en 1962 et 1963.